# 크게 휘두르며 진정한 에이스가 될 수 있을지도
《크게 휘두르며 진정한 에이스가 될 수 있을지도》おおきく振りかぶって ホントのエースになれるかも는 일본의 만화·애니메이션 《크게 휘두르며》를 본따 만든 닌텐도 DS 소프트웨어이다. 대한민국에선 발매가 되지 않았다.

## 개요
- 주인공인 미하시가 팀 멤버들과의 친목을 증진시키고, 경기를 이기는 것을 목적으로 하는 시뮬레이션 게임이다. 캐릭터 음성이 없으며, 게임 시나리오는 중반까지 만화·애니메이션의 시나리오에 게임 오리지널 에피소드를 추가하는 것으로 되어있다. 후반부터는 캐릭터의 일상 생활을 그리는 에피소드 모음으로 이루어져 있다.

## 시스템
- 기본적으로 팀원들과의 대화를 주축으로 한다. 미하시는 체력과 수비력, 컨트롤으로 3개의 요소로 구성되어 있고, 미니 게임을 통해 올릴 수 있으며, 미하시와 팀원들과의 신뢰도가 경기 결과에 큰 영향을 미친다. 신뢰도는 대화와 경기, 미니 게임으로 올릴 수 있다. 팀 멤버들과 응원 단장인 하마다와의 신뢰도를 상승시켜 경기를 승리하고 그들과의 대화와 CG를 감상하는 것이 주요 목적이다. 그리고 마지막으로 가장 높은 신뢰도를 가진 캐릭터와 개별 엔딩을 맞아 그 캐릭터의 시스템 음성을 획득할 수 있다. 공략 가능한 캐릭터는 니시우라 고등학교의 팀원 10명과 하마다이다. 1주일의 시간 이동제가 진행된다. 월요일부터 토요일까지 학교에 가고 일요일에 연습 경기를 하게 된다. 여기서 탈락하는 경우는 게임 오버되어 버린다. 또한 시험 기간에는 야구 경기 대신에 학력 시험이 행해진다. 미니게임에서 학력 퀴즈를 할 때 합격점을 받지 못한 경우에도 게임 오버가 된다.

갤러리
- 게임에 있는 갤러리로, 획득한 캐릭터의 음성, 이벤트 CG, 대화 회상, 음악 재생이 가능한 컬렉션이다.

캐릭터 음성
- 공략 가능한 11 명의 캐릭터 음성을 재생할 수 있다. 개별 엔딩을 보게 되면 재생 가능한 음성이 증가한다.

대화 CG
게임에서 발생하는 캐릭터들의 일상을 그린 CG를 감상할 수 있다. 게임 내에서 CG를 얻을 때마다 증가한다. 본작에서는 약 40개의 신작 CG가 있지만 이 중 게임 관련 CG는 존재하지 않으며, 경기의 CG는 애니메이션에서 이용되고있다.
대화 회상
- 게임에서 발생하는 캐릭터들의 일상적인 일을 회상한다. 게임 내에서 대화를 할 때마다 증가한다.

음악 재생
- 게임의 음악을 재생할 수 있다. 게임을 클리어하면 처음부터 모든 음악을 들을 수 있다.

하루 구성
월요일 ~ 토요일
- 등교 시간
아침에 대화. 10명의 팀원에서 무작위로 1명과 등교한다. 등교를 같이 하는 사람과 대화 이벤트가 발생하면 신뢰도가 상승한다.
- 교실
학교에서 하는 대화. 무작위으로 아무나 대화한다. 대화하는 사람과 신뢰도가 상승하고 그 때의 신뢰도 총합계를 통해 캐릭터 개별 이벤트가 발생한다. 이벤트 회상과 이벤트 CG를 획득할 수 있다.
- 동아리
4종류의 미니 게임을 통해 신뢰도를 상승시킬 수 있다. 미니게임 후에는 팀원 전체와 신뢰도 합계에 의해 각종 대화가 발생한다. 대화 회상과 대화 CG를 획득할 수 있다.
- 귀가
3종류의 그룹으로 나누어 함께 귀가할 그룹을 선택. 선택한 그룹과 대화가 발생하고, 그룹에 속한 캐릭터와 신뢰도가 상승한다.

일요일
- 다른 학교와 연습 경기
텍스트를 읽는 도중에 미니 게임을 통해 경기의 결과가 달려있다. 모든 미니 게임을 클리어해야 그 시점에서 게임이 끝나게 된다.

시험 기간
시험 일주일 동안 3번의 학력 퀴즈가 출제된다. 도서관에 모인 국어(일본어), 사회·과학, 수학, 영어팀 중에서 좋아하는 그룹을 선택하고 그룹 공부를 실시한다. 선택한 그룹에 속하는 캐릭터와 신뢰도가 상승한다.

## 게임 잡지의 평가
- 게임 잡지 〈Weekly Famitsu〉는 야구의 요소가 없고, 시스템의 장애를 일으키는 시나리오 등을 지적하고 비난했다. 반면, 게임 잡지 〈電撃Girl's Style〉과 〈B's-LOG〉에서는 남자 부원들과 대화를 즐길 수 있는 점, 많은 남자 성우의 목소리를 들을 수 있는 점이 좋게 평가되었다. 〈B's-LOG〉에서는 소녀들을 위한 게임으로 소개되고있다.

## 스탭
- 원작: 히구치 아사
- 목소리 출연: 크게 휘두르며의 성우
- 프로듀서: 츠요시
- 감독: 후지오 요시에
- 프로그램:
- 스크립트 연출: 사치키치 타카
- 스크립트: 井上孔明
- 제작 진행: 무라모토 슈이치
- 시나리오 감수: 야스카와 마사오, 사쿠라이 에미코
- 시나리오: 가와바타 미도리, 가지와라 유우키
- 시스템 도표: 무라모토 슈이치, 타케다 키요코
- 작화 감독: 타카다 아키라, 스기야마 토요미
- 애니메이션 제작: A-1 Pictures
- 제작 협력: 고단샤, 어메이징, 오러시아
- 제작: 가이즈웨어
- 저작권: Marvelous Entertainmnet